# Konakowo
Konakowo (ros. Конаково) – miasto w Rosji, w obwodzie twerskim.
Ośrodek przemysłu materiałów budowlanych, fajansowego, spożywczego. W mieście znajduje się również port śródlądowy oraz elektrownia cieplna (2400 MW). Założone w 1806 roku, prawa miejskie uzyskało w 1937. Liczy 33 560 mieszkańców (2021).